# Randolph (Massachusetts)
Town of Randolph oder auch Randolph Town ist eine Stadt im Norfolk County des Bundesstaats Massachusetts der Vereinigten Staaten.
Das U.S. Census Bureau hat bei der Volkszählung 2020 eine Einwohnerzahl von 34.984 ermittelt.  
Obwohl sie den Namen Town in ihrem Namen trägt, wird sie seit 2010 als eine City verwaltet. Randolph bildet einen Vorort von Boston in der Metropolregion Greater Boston.

## Geschichte
Es wurde Cochaticquom von den lokalen Cochato und Ponkapoag Stämmen genannt. Die Stadt wurde 1793 aus dem ehemaligen Südbezirk der Stadt Braintree gegründet. Die Stadt wurde nach Peyton Randolph, dem ersten Präsidenten des Kontinentalkongresses, benannt.
Randolph war früher die Heimat mehrerer großer Schuhfirmen. Viele beliebte Modelle wurden ausschließlich in Randolph hergestellt, darunter die "Randies". Zur Zeit der Eingemeindung Randolphs im Jahr 1793 stellten die örtlichen Bauern Schuhe und Stiefel her, um das Haushaltseinkommen aus der Subsistenzlandwirtschaft aufzubessern. Im nächsten halben Jahrhundert wurde dieser Nebenerwerb zum wichtigsten Industriezweig der Stadt und zog Arbeiter aus ganz Neuengland, Kanada und Irland und später auch aus Italien und Osteuropa an, die alle zur Lebensqualität in der Stadt beitrugen. Um 1850 war Randolph zu einem der führenden Stiefelproduzenten der Nation geworden und lieferte Stiefel bis nach Kalifornien und Australien.
Der Niedergang der Schuhindustrie zu Beginn des 20. Jahrhunderts führte dazu, dass sich Randolph zu einer vorstädtischen Wohngemeinde entwickelte. Die Stiefel- und Schuhherstellung wurde durch leichte Fertigungs- und Dienstleistungsindustrien verdrängt. Die Nähe der Stadt zu den großen Verkehrsnetzen hat zu einem Zustrom von Familien aus Boston und anderen Orten geführt, die in Randolph leben, aber im gesamten Großraum arbeiten.

## Demografie
Nach einer Schätzung von 2019 leben in Randolph 34.362 Menschen. Die Bevölkerung teilt auf in 32,1 % Weiße, 44,7 % Afroamerikaner, 0,1 % amerikanische Ureinwohner, 13,2 % Asiaten und 3,2 % mit zwei oder mehr Ethnizitäten. Hispanics oder Latinos aller Ethnien machten 8,8 % der Bevölkerung aus. Das mittlere Haushaltseinkommen lag bei 82.510 US-Dollar und die Armutsquote bei 8,6 %.

## Infrastruktur
Randolph liegt in der Greater Boston Area, die über hervorragende Bahn-, Flug- und Autobahnverbindungen verfügt. Die State Route 128 und die Interstate Route 495 unterteilen die Region in innere und äußere Zonen, die durch zahlreiche "Speichen" verbunden sind, die einen direkten Zugang zum Flughafen, zum Hafen und zu den intermodalen Einrichtungen von Boston bieten. Die Massachusetts Bay Transportation Authority stellt Bus- und Bahnverbindungen zwischen Randolph und Boston bereit.

## Söhne und Töchter der Stadt
- Mary Eleanor Wilkins Freeman (1852–1930), Schriftstellerin
- Benjamin Ide Wheeler (1854–1927), Klassischer Philologe und Präsident der University of California, Berkeley (1899–1919)